# 波索湖
波索湖，又譯婆娑湖，是印度尼西亞的湖泊，由中蘇拉威西省波索县管轄，長32公里、寬16公里，面積約323.2平方公里，海拔高度485米，最大水深450米，是該國第三深湖泊。